# Монастеріо (Гвадалахара)
Монастеріо (ісп. Monasterio) — муніципалітет в Іспанії, у складі автономної спільноти Кастилія-Ла-Манча, у провінції Гвадалахара. Населення — 20 осіб (2010).
Муніципалітет розташований на відстані близько 80 км на північний схід від Мадрида, 39 км на північ від Гвадалахари.

## Демографія
Динаміка населення (INE ):